# Щербаков, Константин Александрович (пианист)
Константин Александрович Щербаков (род. 11 июня 1963, Барнаул) — российско-швейцарский пианист.
Окончил Московскую консерваторию по классу Льва Наумова, затем был ассистентом в его классе. В 1983 году выиграл первый московский конкурс пианистов имени Рахманинова. С 1992 г. живёт и работает в Швейцарии, с 1998 года профессор Цюрихской консерватории (среди его учеников, в частности, Юлианна Авдеева).
Щербаков известен как исполнитель сверхсложных виртуозных произведений позднеромантического репертуара — в частности, Ференца Листа и Леопольда Годовского: он записал полностью цикл выполненных Листом фортепианных переложений симфоний Людвига ван Бетховена и работает над записью полного собрания фортепианных сочинений Годовского (уже выпущены 14 из запланированных 15 альбомов Годовского). Среди других записей Щербакова — концерты Рахманинова, Метнера, Скрябина, Отторино Респиги, 24 прелюдии и фуги Дмитрия Шостаковича. В 2007 году Щербаков объявил о начале амбициозного проекта по записи всех фортепианных концертов дореволюционных русских композиторов.